# Вільні вправи

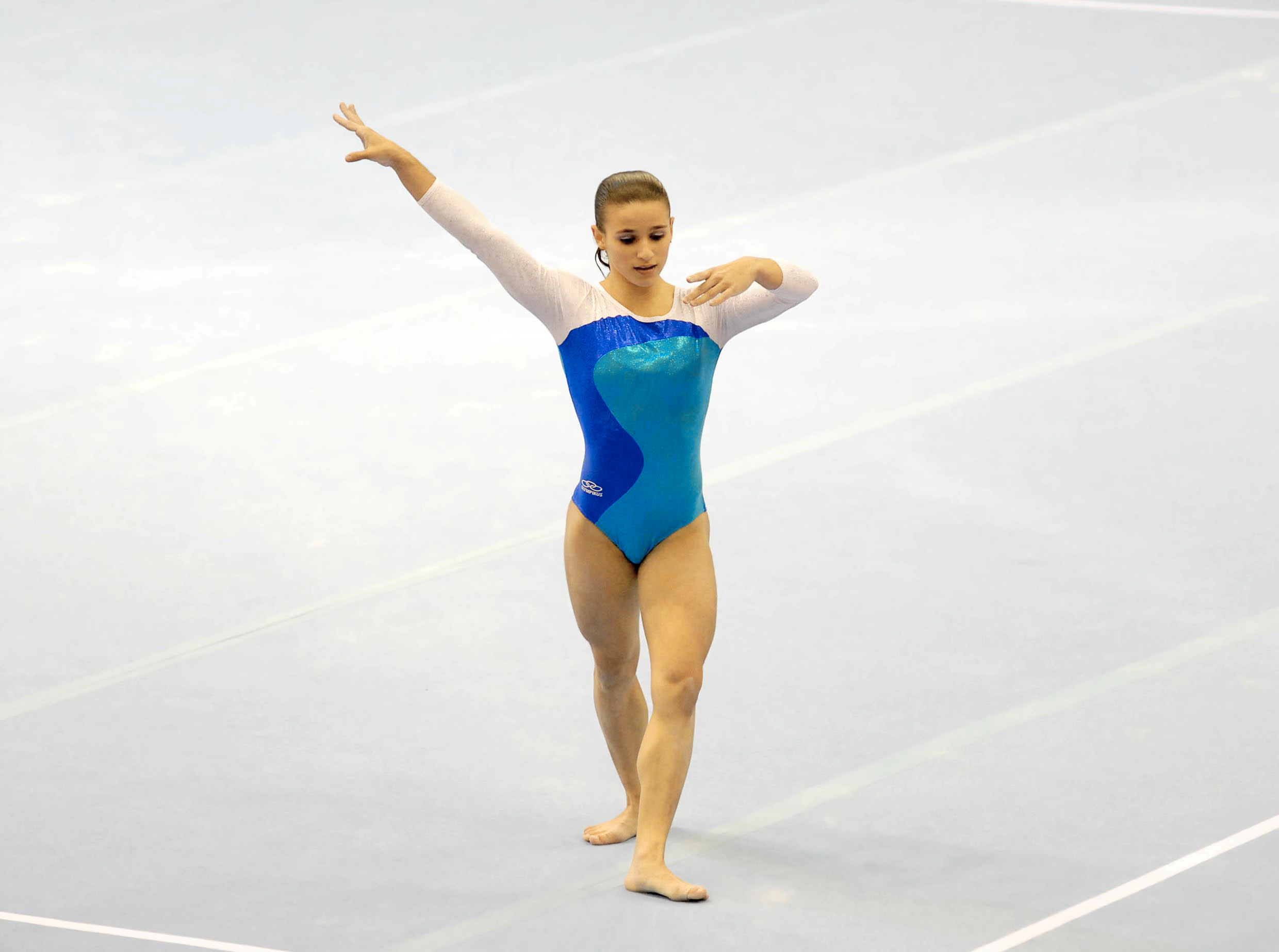
Гімнастка, що виконує вільні вправи

Вільні вправи — один з видів вправ у спортивній гімнастиці.

## Опис
Вільні вправи виконуються на «килимі» — квадратному помості, розмірами 12 на 12 метрів з додатковим бордюром безпеки шириною 1 метр. Поміст повинен мати певну еластичність для пом'якшення приземлення спортсмена при виконанні акробатичних стрибків. Спеціальне покриття килима повинне виключати опіки шкіри при терті об нього.
Вільні вправи входять у програму як жіночих, так і чоловічих турнірів. До сучасної програми Олімпійських ігор проводяться змагання з вільними вправами, у яких розігрується комплект медалей; також ці змагання входять до програми командної та абсолютної першості.
Вільні вправи тривають, зазвичай, 70 секунд у чоловіків і 90 секунд у жінок. Жіночі вільні вправи — єдиний вид програми спортивної гімнастики, що виконується під музику. Виступ спортсмена оцінюється за складностю елементів, правильності виконання елемента, відсутності помилок. У жіночих змаганнях судді також враховують рівень хореографічної підготовки. Акробатичні елементи вільних вправ включають у себе перекиди, сальто, шпагати, стійки на руках та інші, а також їх зв'язки. Характерним елементом вільних вправ є акробатична зв'язка — серія стрибків та кульбітів, виконувана по діагоналі килима від одного кута до іншого. У жінок до програми входять окремі танцювальні па, схожі з вправами з художньої гімнастики. Грубими помилками вважаються падіння та вихід спортсмена за межі килима. У ході виступу спортсмен повинен максимально використовувати площу килима.
У чоловіків на вільних вправах гімнаст повинен включити до своєї комбінацію елементи з різних структурних груп. Всього таких груп 4 плюс зіскок (зіскок на вільних вправах вважається заключна акробатична діагональ).

## Структурні групи елементів (чоловіки)

### I. Елементи гімнастики (без використання акробатики)
- Статичні та динамічні силові елементи: високий кут, горизонтальні упори, стійки на руках силою, тощо.
- Елементи гнучкості: шпагати, рівноваги, перекидання, повільні перевороти.
- Повороти на ногах та стрибки з поворотами.
- Кола двома ногами, а також ефектні круги ноги нарізно (круги Деласала-Томаса), а також кола прогнувшись (російські круги).

### II. Акробатичні елементи з обертанням вперед
У дану структурну групу входять перевороти вперед, а також різноманітні сальто.
Сальто виконуються у різних положеннях тіла — зрупувавшись, зігнувшись, прогнувшись/випроставшись. Також виконуються сальто з поворотами — піруети і складні подвійні сальто.
Сальто можуть виконуватися як з приземленням на ноги, так і в упор лежачи, або у перекид (полуторні сальто).

### III. Акробатичні елементи з обертанням назад
Подібно акробатичним елементам вперед, сюди входять перевороти та різні сальто назад.

### IV. Акробатичні елементи з обертанням у бічній площині та стрибки назад з поворотом на 180 градусів та більше з подальшим виконанням сальто вперед. Стрибки вперед з поворотом на 180 і сальто назад
Ця структурна група включає різні бічні сальто (арабські сальто), а також твісти — стрибки назад з поворотом на 180 і сальто вперед.
Крім цих елементів, сюди входять елементи типу «Томас» — полуторні сальто назад у перекид з поворотом на 540 градусів.
Також до цієї групи елементів належать рідкісні та складні сальто, стрибком вперед з поворотом на 180 та подальшим сальто (або подвійним сальто) назад.

### Надбавки за з'єднання елементів
За окремі складні з'єднання елементів, гімнаст отримує надбавку за складнысть. Правила від 2009-го року встановлюють такі надбавки за з'єднання:
- за з'єднання елемента групи D (і вище) з елементами груп А, В, С дається надбавка +0,1;
- за з'єднання елементів групи D (і вище) з елементами групи D (і вище) дається надбавка +0,2.

Один елемент може брати участь у зв'язці лише одного разу, тобто якщо виконана зв'язка з трьох акробатичних елементів, то гімнаст отримає надбавку лише за найдорожчу зв'язку першого сальто з другим або другого з третім. Дві зв'язки враховані не будуть.

## Структурні групи елементів (жінки)

### I. Стрибки та підскоки
До даної структурної групи входять різноманітні стрибки. Стрибки розрізняють:
- за формою тіла (стрибки прогнувшись, згрупувавшись, зігнувшись, у шпагаті, кільцем, тощо);
- за наявністю повороту;
- за роботою ногами (поштовхом з двох ніг, стрибки кроком, стрибки зі зміною ніг у шпагаті);
- за способом приземлення (на ноги, в упор лежачи, у шпагат сидячи);

### II. Повороти
Повороти розрізняються:
- За числом градусів обертання навколо вертикальної осі (один поворот, два, тощо.);
- за положенням ніг під час повороту (безопорна нога зігнута у коліні, паралельно підлозі, у вертикальному шпагаті, тощо. Опорна нога зігнута або пряма);
- круги (подібно гімнастам-чоловыкам) на підлозі;

### III. Елементи з опорою на руки
Включають:
- всілякі перекиди (як політ-перекид, так і перекатом зі стійки на руках або у стійку на руках);
- повороти у стійці на руках;
- перевороти (повільні та темпові);

### IV. Сальто вперед та боком
Сюди входять всі сальто вперед, сальто боком та твісти (сальто назад з переворотом та подальшим обертанням вперед). Максимально складним елементом вважається подвійний твіст прогнувшись (G), вперше виконаний бразильською гімнасткою Даяною Дос Сантос.

### V. Сальто назад
Включає різні сальто назад. Максимально складні елементи — подвійне сальто назад згрупувавшись з двома піруетами, подвійне сальто назад прогнувшись з піруетом, сальто назад прогнувшись з трьома з половиною піруетами та вкрай рідкісне сальто Тетяни Грошкової — подвійне сальто назад зігнувшись з двома піруетами (перше сальто прогнувшись з двома піруетами, друге зігнувшись).

## Групи складності
Елементи на вільних вправах мають різні групи складності — від А до G. До елементів групи «А» належать прості стрибки, типу переворотів вперед або назад, сальто згрупувавшись, тощо, елементи групи «G» виконуються одиницями гімнастів світу, до них належать (у чоловіків) :
- потрійне сальто назад у групуванні;
- подвійне сальто назад у групуванні з трьома піруетами;

## Чемпіони світу у вільних вправах
- 1950 — Йозеф Штальдер, Швейцарія
- 1954 — Валентин Муратов, СРСР, Масао Такемото, Японія
- 1958 — Масао Такемото, Японія
- 1962 — Нобуюкі Аіхара, Японія, Юкіо Ендо, Японія
- 1966 — Акінорі Накаяма, Японія
- 1970 — Акінорі Накаяма, Японія
- 1974 — Савай Касамацу, Японія
- 1978 — Курт Томас, США
- 1979 — Курт Томас, США
- 1981 — Юрій Корольов, СРСР
- 1983 — Тун Фей, КНР
- 1985 — Тун Фей, КНР
- 1987 — Лоу Юнь, КНР
- 1989 — Ігор Коробчинський, СРСР
- 1991 — Ігор Коробчинський, СРСР
- 1993 — Григорій Місютін, Україна
- 1994 — Віталій Щербо, Білорусь
- 1995 — Віталій Щербо, Білорусь
- 1997 — Олексій Нємов, Росія
- 1999 — Олексій Нємов, Росія
- 2001 — Йордан Йовчев, Болгарія та Маріан Дрегулеску, Румунія
- 2003 — Пол Гемм, США і Йордан Йовчев, Болгарія
- 2005 — Дієго Іполіто, Бразилія
- 2006 — Маріан Дрегулеску, Румунія
- 2007 — Дієго Іполіто, Бразилія
- 2009 — Маріан Дрегулеску, Румунія
- 2010 — Елефтеріос Космідіс, Греція
- 2011 — Утімура Кохей, Японія

## Олімпійські чемпіони у вільних вправах
- 1952 — Вільям Турессон, Швеція
- 1956 — Валентин Муратов, СРСР
- 1960 — Н. Аіхара, Японія
- 1964 — Ф. Мінікеллі, Італія
- 1968 — Като Савао, Японія
- 1972 — Андріанов Микола Юхимович, СРСР
- 1976 — Андріанов Микола Юхимович, СРСР
- 1980 — Р. Брюкнер, ГДР
- 1988 — Сергій Харків, СРСР
- 1992 — Лі Сяошуай, Китай
- 1996 — Іоанніс Меліссанідіс, Греція
- 2000 — Ігор Віхров, Латвія
- 2004 — Кайл Шефелт, Канада
- 2008 — Цзоу Кай, Китай
- 2012 — Цзоу Кай, Китай

## Олімпійські чемпіонки у вільних вправах
- 1952 — Келеті Агнеш, Угорщина
- 1956 — Лариса Латиніна, СРСР
- 1960 — Лариса Латиніна, СРСР
- 1964 — Лариса Латиніна, СРСР
- 1968 — Лариса Петрик, СРСР і Віра Чаславска, Чехословаччина
- 1972 — Ольга Корбут, СРСР
- 1976 — Неллі Кім, СРСР
- 1980 — Неллі Кім, СРСР
- 1988 — Даніела Сіліваш, Румунія
- 1992 — Лавінія Мілошовіч, Румунія
- 1996 — Лілія Подкопаєва, Україна
- 2000 — Олена Замолодчикова, Росія
- 2004 — Кетеліна Понор, Румунія
- 2008 — Сандра Ізбаша, Румунія
- 2012 — Алі Райсман, США

## Чемпіонки світу у вільних вправах
- 1954 — Тамара Маніна, СРСР
- 1958 — Єва Босаковой, Чехословаччина
- 1962 — Лариса Латиніна, СРСР
- 1966 — Наталія Кучинська, СРСР
- 1970 — Людмила Турищева, СРСР
- 1974 — Людмила Турищева, СРСР
- 1978 — Олена Мухіна, СРСР
- 1979 — Емілія Еберле, Румунія
- 1981 — Наталія Іллєнко, СРСР
- 1983 — Катерина Сабо, Румунія
- 1985 — Оксана Омельянчик, СРСР
- 1987 — Олена Шушунова, СРСР і Даніела Сіліваш, Румунія
- 1989 — Світлана Богинський, СРСР і Даніела Сіліваш, Румунія
- 1991 — Оксана Чусовітіна, СРСР і Крістіна Бонташ, Румунія
- 1993 — Шеннон Міллер, США
- 1994 — Діна Кочеткова, Росія
- 1995 — Джина Годжан, Румунія
- 1997 — Джина Годжан, Румунія
- 1999 — Андреа Радукан, Румунія
- 2001 — Андреа Радукан, Румунія
- 2003 — Дайані Дус Сантус, Бразилія
- 2005 — Еліша Секремоні, США
- 2006 — Чен Фей, Китай
- 2007 — Шон Джонсон, США
- 2009 — Елізабет Тведдл, Велика Британія
- 2010 — Лорен Мітчелл, Австралія
- 2011 — Ксенія Афанасьєва, Росія